# Fontana dell'Uomo della pioggia

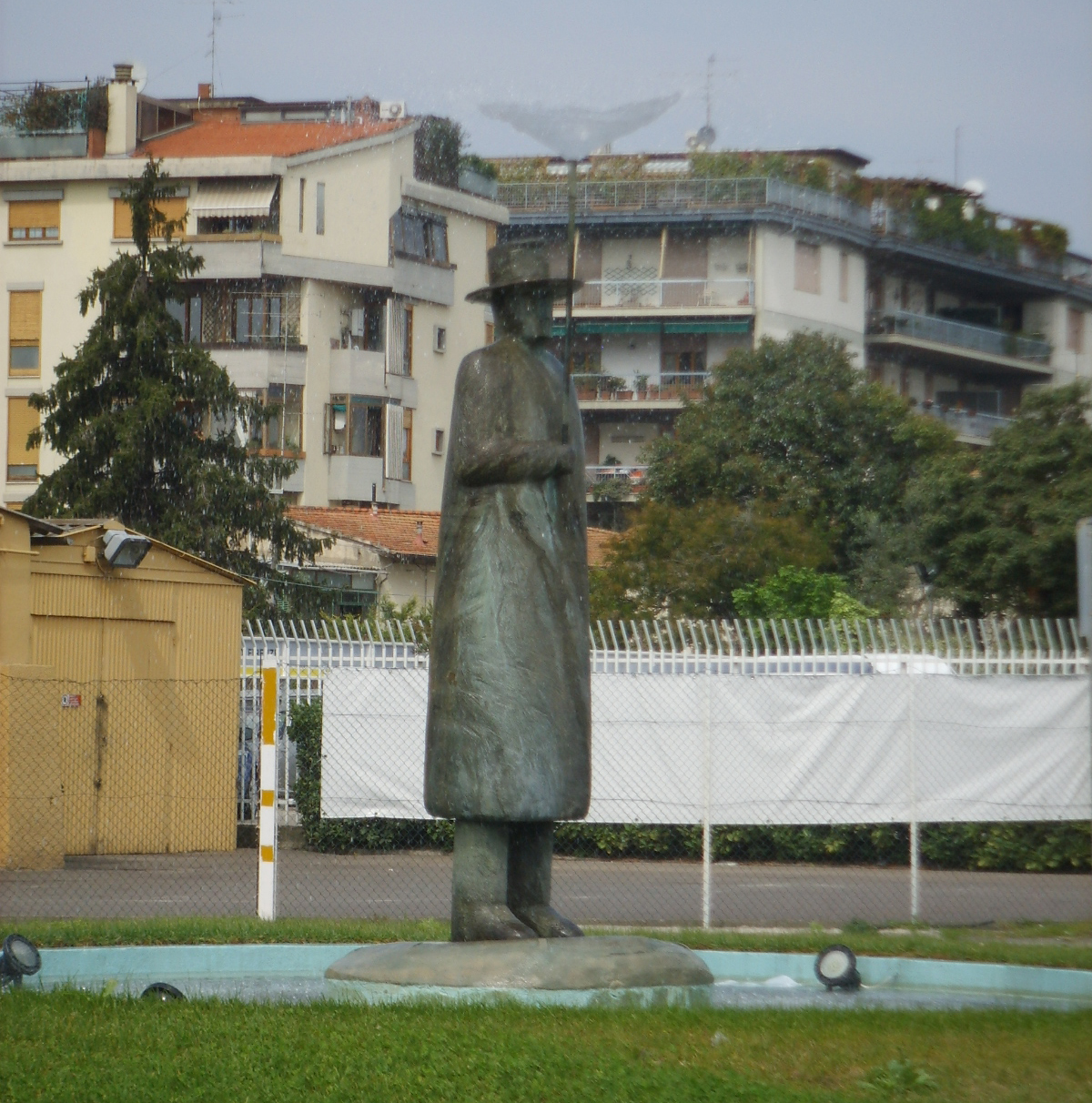
La fontana dell'uomo della pioggia

La fontana dell'Uomo della pioggia (o Rainman) fu installata a Firenze, al centro di una rotatoria tra il lungarno Aldo Moro e il viale Enrico de' Nicola, nei pressi del ponte di Varlungo. Era composta dalla statua Pluie ("pioggia") dell'artista belga Jean Michel Folon e dalle strutture circostanti per il funzionamento della fontana e la sua illuminazione.
La statua era arrivata a Firenze in occasione del Social Forum Europeo tenutosi in città dal 6 al 9 novembre 2002, quando venne donata al Comune di Firenze. La fontana venne inaugurata nel 2003.
La scultura in bronzo, alta circa tre metri, raffigura un uomo con cappello e cappotto che tiene in mano un manico di ombrello; al posto delle falde dell'ombrello però spruzza un getto d'acqua "a cupola" che suggerisce sia la forma di riparo, sia il gocciolare della pioggia. 
La fontana si trovava davanti al moderno Teatro Tuscanyhall, una grande struttura moderna usata per concerti e altre iniziative. La fontana veniva illuminata con luci colorate nelle ore notturne.
All'alba (circa alle ore 4.30) dell'8 marzo 2015 la fontana e la relativa statua sono state fortemente danneggiate dall'urto provocato in un incidente stradale da parte di un'autovettura uscita a forte velocità dal parcheggio di una vicina discoteca (Otel). L'auto ha centrato in pieno la scultura, abbattendo anche alcuni cartelli stradali, finiti addosso ad un'altra autovettura. La statua Pluie è stata spezzata in due; sia il troncone superiore, che la parte inferiore sono stati sradicati, sbalzati sulla sede stradale e danneggiati. La scultura bronzea di Jean Michel Folon è stata restaurata e ricollocata al centro della rotonda nei pressi dell'Obihall, all'ingresso sud della città il 14 dicembre 2015. Alla cerimonia di presentazione del restauro anche il sindaco Dario Nardella.